# 在アメリカ合衆国日本国大使館
在アメリカ合衆国日本国大使館（ざいアメリカがっしゅうこくにほんこくたいしかん、英語: Embassy of Japan in Washington, D.C.）は、アメリカ合衆国に在する日本大使館で、外務省の特別の機関である。
特命全権大使（在アメリカ合衆国日本大使）は、2023年（令和5年）10月より山田重夫が務める。

## 所在地
アメリカ合衆国ワシントンD.C.北西部 (Northwest, Washington, D.C.) 、マサチューセッツ通り (Massachusetts Avenue,) 2520番地

## 管轄範囲
正式な領事管轄はワシントンD.C.のみであるが、隣接するメリーランド州およびバージニア州の在留邦人の領事業務も取り扱う。在外選挙事務についてはワシントンD.C.、メリーランド州、バージニア州の3地区に関して取り扱う。

## 旧公邸
在アメリカ合衆国日本国大使館旧公邸はネオ・ジョージアンスタイルの建築で、1931年（昭和6年）10月に設立され、太平洋戦争勃発による日米開戦からGHQの連合国軍による日本占領を経て、サンフランシスコ講和条約発効による日本の主権回復に至る1941年（昭和16年）12月8日から1952年（昭和27年）4月28日までの米国政府による接収期間中の米国極東委員会による使用を経て、1978年（昭和53年）まで大使公邸として使用された。

## 歴代在米日本大使
| 大使                     | 任期                                    | 出身校               | 備考（前職、その他）                                               |
| ------------------------ | --------------------------------------- | -------------------- | ------------------------------------------------------------------ |
| 山田重夫                 | 2023年（令和5年） -                     | 慶應義塾大学法学部   | 外務審議官（政務）、総合外交政策局長                               |
| 冨田浩司                 | 2021年（令和3年） - 2023年（令和5年）   | 東京大学法学部       | 駐大韓民国大使、北米局長                                           |
| 杉山晋輔                 | 2018年（平成30年） - 2021年（令和3年）  | 早稲田大学法学部     | 外務事務次官                                                       |
| 佐々江賢一郎             | 2012年（平成24年） - 2018年（平成30年） | 東京大学法学部       | 外務事務次官                                                       |
| 藤崎一郎                 | 2008年（平成20年） - 2012年（平成24年） | 慶應義塾大学経済学部 | ジュネーブ国際機関日本政府代表部大使、外務審議官（経済）、北米局長 |
| 加藤良三                 | 2001年（平成13年） - 2008年（平成20年） | 東京大学法学部       | 外務審議官（政務）、総合外交政策局長                               |
| 柳井俊二                 | 1999年（平成11年） - 2001年（平成13年） | 東京大学法学部       | 外務事務次官                                                       |
| 斎藤邦彦                 | 1995年（平成07年） - 1999年（平成11年） | 東京大学法学部       | 外務事務次官                                                       |
| 栗山尚一                 | 1992年（平成04年） - 1995年（平成07年） | 東京大学法学部       | 外務事務次官                                                       |
| 村田良平                 | 1989年（平成元年） - 1992年（平成04年） | 京都大学法学部       | 外務事務次官                                                       |
| 松永信雄                 | 1985年（昭和60年） - 1989年（平成元年） | 東京帝国大学法学部   | 外務事務次官                                                       |
| 大河原良雄               | 1980年（昭和55年） - 1985年（昭和60年） | 東京帝国大学法学部   | 駐オーストラリア大使、北米局長                                     |
| 東郷文彦                 | 1975年（昭和50年） - 1980年（昭和55年） | 東京帝国大学法学部   | 外務事務次官                                                       |
| 安川壮                   | 1973年（昭和48年） - 1975年（昭和50年） | 東京帝国大学法学部   | 駐フィリピン大使、外務審議官（政務）、北米局長                     |
| 牛場信彦                 | 1970年（昭和45年） - 1973年（昭和48年） | 東京帝国大学法学部   | 外務事務次官                                                       |
| 下田武三                 | 1967年（昭和42年） - 1970年（昭和45年） | 東京帝国大学法学部   | 外務事務次官                                                       |
| 武内竜次                 | 1963年（昭和38年） - 1967年（昭和42年） | 東京帝国大学法学部   | 外務事務次官                                                       |
| 朝海浩一郎               | 1957年（昭和32年） - 1963年（昭和38年） | 東京商科大学         | 駐フィリピン大使、外務審議官                                       |
| 谷正之                   | 1956年（昭和31年） - 1957年（昭和32年） | 東京帝国大学法学部   | 駐中華民国大使、外務次官                                           |
| 井口貞夫                 | 1954年（昭和29年） - 1956年（昭和31年） | 東京商科大学         | 外務事務次官                                                       |
| 新木栄吉                 | 1952年（昭和27年） - 1953年（昭和28年） | 東京帝国大学法学部   | 再開初代、東京電力株式会社会長                                     |
| 武内竜次（在外事務所長） | 1951年（昭和26年） - 1952年（昭和27年） |                      | 大使館再開後、公使に転任                                           |
| 安藤吉光（在外事務所長） | 1951年（昭和26年）                      |                      | 大使館再開後、参事官に転任                                         |
| 来栖三郎                 | 1941年（昭和16年） - 1945年（昭和20年） |                      | 駐ドイツ大使                                                       |
| 野村吉三郎               | 1941年（昭和16年） - 1944年（昭和19年） |                      | 外務大臣                                                           |
| 堀内謙介                 | 1938年（昭和13年） - 1940年（昭和15年） |                      | 外務次官                                                           |
| 斎藤博                   | 1934年（昭和09年） - 1939年（昭和14年） |                      | 駐オランダ公使                                                     |
| 出淵勝次                 | 1928年（昭和03年） - 1934年（昭和09年） |                      | 外務次官                                                           |
| 松平恒雄                 | 1924年（大正13年） - 1928年（昭和03年） |                      | 外務次官                                                           |
| 埴原正直                 | 1922年（大正11年） - 1924年（大正13年） |                      | 外務次官                                                           |
| 幣原喜重郎               | 1919年（大正08年） - 1922年（大正11年） |                      | 外務次官                                                           |
| 石井菊次郎               | 1918年（大正07年） - 1919年（大正08年） |                      | 外務大臣                                                           |
| 佐藤愛麿                 | 1916年（大正05年） - 1918年（大正07年） |                      | 駐オランダ大使                                                     |
| 珍田捨巳                 | 1911年（明治44年） - 1916年（大正05年） |                      | 外務次官                                                           |
| 内田康哉                 | 1909年（明治42年） - 1911年（明治44年） |                      | 駐オーストリア大使                                                 |
| 高平小五郎               | 1908年（明治41年） - 1909年（明治42年） |                      | 貴族院議員                                                         |
| 青木周蔵                 | 1906年（明治39年） - 1908年（明治41年） |                      | 外務大臣                                                           |
| 高平小五郎（公使）       | 1900年（明治33年） - 1906年（明治39年） |                      | 外務次官                                                           |
| 小村壽太郎（公使）       | 1898年（明治31年） - 1900年（明治33年） |                      | 外務次官                                                           |
| 建野郷三（公使）         | 1891年（明治24年） - 1894年（明治27年） |                      | 元老院議官                                                         |
| 陸奥宗光（公使）         | 1888年（明治21年） - 1890年（明治23年） |                      | 元老院議官                                                         |
| 九鬼隆一（公使）         | 1884年（明治17年） - 1888年（明治21年） |                      | 文部少輔                                                           |
| 寺島宗則（公使）         | 1882年（明治15年） - 1884年（明治17年） |                      | 元老院議長                                                         |
| 吉田清成（公使）         | 1874年（明治07年） - 1882年（明治15年） |                      | 大蔵少輔                                                           |
| 矢野二郎（臨時代理公使） | 1873年（明治06年） - 1874年（明治07年） |                      | 外務省二等書記官                                                   |
| 高木三郎（臨時代理公使） | 1872年（明治05年） - 1873年（明治06年） |                      | 在米日本公使館書記官                                               |
| 森有礼（少弁務使）       | 1870年（明治03年） - 1872年（明治05年） |                      | 初代、公議所議長心得、軍務官判事                                   |

## その他
- 1987年（昭和62年）に米国国務省に対し米公文書の機密解除において、核兵器の持込み、刑事裁判権、ジラード事件、ソ連（現：ロシア連邦）との北方領土問題、日米安保改定討議の外交史料集に収録しないよう求める申入れ（非公開要請）を行なった[2]。
- 2000年（平成12年）の米国での従軍慰安婦裁判においては米国弁護士費用の4割(約6000万円)をODA予算より支出した[3]。
- 2020年（令和2年）3月24日、日本人職員2名が新型コロナウイルスに感染していたことが確認され、翌25日に日本国外務省が公表した。ほぼ同じタイミングで、在北マケドニア日本国大使館においても24日に日本人職員1名のコロナ罹患が確認され、外務省が25日に公表している。日本の在外公館で日本人感染者が確認されたのは、アメリカ合衆国と北マケドニアに設置されている日本国大使館が初めて。ただし、現地人職員も含めると3月20日の在チェコ日本国大使館におけるチェコ人職員の罹患例の方が早い[4]。

## 著名な在勤者
- 石田捨雄 - 第9代海上幕僚長
- 太田文雄 - 防衛省情報本部長
- 岡本行夫 - 外務省北米局北米第一課長、外交評論家
- 加藤鑰平 - 大日本帝国陸軍中将
- 川口順子 - 外務大臣、環境大臣、参議院議員、通商産業省経済協力部長
- 鮫島博一 - 第9代統合幕僚会議議長
- 志方俊之 - 北部方面総監、防衛大臣補佐官
- 霜鳥秋則 - 文化庁文化部長、秋田公立美術大学理事長
- 鈴木康雄 - 総務事務次官、日本郵政上級副社長
- 高瀬弘美 - 参議院議員
- 田中聡志 - 環境省水・大気環境局長
- 田中均 - 外務審議官、日本総合研究所国際戦略研究所理事長
- 玉木林太郎 - 財務官、経済協力開発機構事務次長
- 中尾武彦 - 財務官、アジア開発銀行総裁
- 西義章 - 大日本帝国陸軍少将
- 土生栄二 - 厚生労働省老健局長、厚生労働省大臣官房長
- 原和也 - 内閣情報官、警察庁警備局長
- 広瀬直 - 経済産業審議官、経済産業省通商政策局長
- 古澤満宏 - 財務官、国際通貨基金副専務理事
- 水町竹三 - 満州国軍中将
- 溝口善兵衛 - 財務官、島根県知事
- 宮川正 - 内閣衛星情報センター所長、防衛省情報本部長
- 三好康之 - 大日本帝国陸軍少将
- 武藤敏郎 - 財務事務次官、日本銀行副総裁
- 谷内正太郎 - 外務事務次官、国家安全保障局長
- 横山紳 - 第29代農林水産事務次官、第27代農林水産省大臣官房長、第10代農林水産省経営局長、農林水産省大臣官房総括審議官（国際）
- 渡邉洋一 - 初代農林水産省輸出・国際局長